# (100917) 1998 KX51
(100917) 1998 KX51 es un asteroide perteneciente al cinturón de asteroides, región del sistema solar que se encuentra entre las órbitas de Marte y Júpiter, descubierto el 23 de mayo de 1998 por el equipo del Lincoln Near-Earth Asteroid Research desde el Laboratorio Lincoln, Socorro, Nuevo México, Estados Unidos.

## Designación y nombre
Designado provisionalmente como 1998 KX51. 

## Características orbitales
1998 KX51 está situado a una distancia media del Sol de 2,349 ua, pudiendo alejarse hasta 2,828 ua y acercarse hasta 1,870 ua. Su excentricidad es 0,204 y la inclinación orbital 10,15 grados. Emplea 1315,27 días en completar una órbita alrededor del Sol.

## Características físicas
La magnitud absoluta de 1998 KX51 es 15,9. 